# Alexander Grigorjewitsch Lebedew
Alexander Grigorjewitsch Lebedew (russisch Александр Григо́рьевич Лебедев, engl. Transkription Aleksandr Lebedev; * 11. April 1946 in Moskau, RSFSR, Sowjetunion) ist ein ehemaliger sowjetischer Sprinter.
In der Sprintdisziplin 100-Meter-Lauf gewann er 1964 bei den Europäischen Juniorenspielen in Warschau eine Silbermedaille und erreichte 1966 bei den Europameisterschaften in Budapest das Halbfinale.
Bei den Europäischen Hallenspielen holte er 1967 in Prag Silber über 50 Meter und siegte 1968 in Madrid in der 1820-Meter-Staffel.
Bei den Europameisterschaften 1969 in Athen gewann er Silber in der 4-mal-100-Meter-Staffel und schied über 100 Meter im Halbfinale aus. 1971 wurde er bei den Europameisterschaften in Helsinki Fünfter in der 4-mal-100-Meter-Staffel.
Seine persönliche Bestzeit über 100 Meter von 10,2 s stellte er am 2. Juli 1966 in Odessa auf.